# Deontološka etika
Deontološka etika ili deontologija (od grčkog δέον, deon, „obaveza, dužnost”) grana je moralne filozofije koja već po svojoj etimologiji upućuje na dužnost kao osnovnu referencu u donošenju odgovarajućih odluka. Etika je, podsetimo se, filozofska disciplina koja se bavi moralnim fenomenima, a ovi se tiču ljudskih postupaka i ponašanja koji na neki način asociraju sa pojmovima dobrog i ispravnog. Ime etika dolazi iz helenske, a moral iz latinske tradicije, i imaju slično značenje, ali se obično koriste tako da prvi pojam dobija teorijsku, a drugi praktičnu konotaciju. Moralno delovanje koje može biti predmet etičke procene treba da izvire iz područja slobode, svesnih izbora koji vode određenim ishodima. Stanovište bi bilo pojednostavljeno ako bi prethodno bilo određeno šta je dobro i ispravno, međutim to nije tako. Svi ovi pojmovi imaju svoj unutrašnji život i istorijski razvoj, podložni su kontekstualnim promenama. Kriterije moralne procene različito formulišu etičke teorije, u zavisnosti od toga koji od bitnih momenata ljudskog postupanje je favorizovan. Ponekad su akcentovane namere i motivi, nekad konsekvence i rezultati delovanja (Bentam i Mil), a neretko i sam delatnik. U tom smislu razlikuje se deontologiju, utilitarizam i tzv. etiku vrline (Aristotel).
Deontološka etika se ponekad opisuje kao dužnosna, obligatorna ili na pravilima zasnovana etika, jer pravila „vezuju osobu za njene obaveze”. Deontologija se često upoređuje sa konsekvencijalizmom, etikom vrline, i pragmatičnom etikom. U ovoj terminologiji, akcija je važnija od posledica. To je etički okvir koji zavisi od unapred definisanog seta pravila i smernica za valjano funkcionisanje sistema u datom okruženju. Deontologija se jednostavno zasniva na kontrolnoj listi koja sadrži izvesna pravila koja treba poštovati prilikom obavljanja određenog zadatka. Prema ovom okviru, rad se smatra vrlim samo ako je u saglasnosti sa kontrolnim spiskom. Ovu proceduru je veoma jednostavno razumeti i primeniti. Ona zahteva minimalni utrošak vremena na odlučivanje između ispravnog i pogrešnog. Međutim, ovom jednostavnošću se ignorišu posledice donesenih odluka.
Termin deontološki je prvobitno korišten za opisivanje specijalizovane definicije prema Brodu, kako je to opisano u njegovoj knjizi iz 1930. godine, Pet tipova etičke teorije Starije upotrebe termina idu unazad do Džeremija Bentama, koji ga je skovao pre 1816. godine kao sinonim za dikastičnu ili cenzorsku etiku (i.e. etiku baziranu na mišljenima). Generalniji smisao reči se zadržao u francuskom jeziku, posebno u terminu code de déontologie (etički kod), u kontekstu profesionalne etike. U zavisnosti od razmatranog sistema deontološke etike, moralna obligacija može proizaći iz spoljašnjih ili unutrašnjih izvora, kao što je set podrazumevanih pravila sveta (etički naturalizam), religiozni zakon, ili set ličnih ili kulturnih vrednosti (svaki od kojih može da bude u konfliktu sa ličnim željama).

## Pristup
Deontološki pristup dakle, upućuje na onaj unutrašnji momenat, naše dužnosti i obaveze, odgovornost za sam moralni poredak (hrv. ćudoređe). Najinteresantniji i najznačajniji predstavnik ovakvog pristupa je svakako nemački filozof Imanuel Kant (1724—1804). Njegova etika pored ove deontološke crte ima i aprioristički, formalistički, racionalistički, autonomni, ne-emotivistički i ne-metafizički karakter. Nema ništa na svetu, pa čak ni izvan njega, kaže Kant, da je dobro, osim, i jedino, dobre volje. A volja je dobra onda kada je određena unutrašnjim razlogom, „kategoričkim imperativom” kao činjenicom uma. Ovaj racionalno zasnovan postulat ne traži od nas ostvarenje bilo kakvih unapred zadatih ciljeva, nego samo minimum logičke doslednosti koja se manifestuje u mogućnosti „univerzalizacije” maksime našeg delovanja. Samo ona radnja koja je učinjena iz dužnosti, poštovanje prema moralnom zakonu u nama, jeste dobar postupak (dobrodetelj). Ako je pak jedno postupanje samo po svojim spoljašnjim karakteristikama ispravno, onda govorimo o legalitetu. Kant takođe isključuje emotivne motive, saosećanje i empatiju iz motivacionog spektra ponašanja. Ovi su aspekti podložni proizvoljnosti, i mogu da dovedu u pitanje pouzdanost etičkih principa. Ono što je manjkavost ovakvog pristupa jeste njegov rigorizam, koji ne dopušta uticaj situacionog, životnog ili istorijskog aspekta na moralnu procenu. Ono što je njegova vrednost je činjenica da snaži konstantnost, uzvišenost i neprikosnovenost moralnog zakona u nama. Ova vrsta vrednovanja brana je interesnim, ideološkim i ad hock tumačenjima u etičkoj sferi. Ovim je takođe istaknuto dostojanstvo čoveka, kao moralnog bića. Svima je znana ona metafora o zvezdanom nebu nad nama i moralnom zakonu u nama. Pred ovim prvim smo mali, a sa ovim drugim beskrajno veliki-ljudi.

## Literatura
- Kritika praktičnog uma,Imanuel Kant
- Principi etike, Dž. E. Mur
- Filozofija za IV razred gimnazije, Milanka Radić Tadić
- Beauchamp, Tom L. 1991. Philosophical Ethics: An Introduction to Moral Philosophy, 2nd Ed. New York: McGraw Hill.
- Broad, C. D. 1930. Five Types of Ethical Theory. New York: Harcourt, Brace and Co.
- Flew, Antony. 1979. 'Consequentialism'. In A Dictionary of Philosophy (2nd Ed.). New York: St Martins.
- Kamm, F. M. 1996. Morality, Mortality Vol. II: Rights, Duties, and Status. New York: Oxford University Press.
- F. M. Kamm Professor of Philosophy Harvard University (2006). Intricate Ethics Rights, Responsibilities, and Permissible Harm Rights, Responsibilities, and Permissible Harm. Oxford University Press. ISBN 978-0-19-534590-2.
- Kant, Immanuel (1964). Groundwork of the Metaphysic of Morals. Harper and Row Publishers, Inc. ISBN 978-0-06-131159-8.
- Olson, Robert G. 1967. 'Deontological Ethics'. Paul Edwards (ed.) The Encyclopedia of Philosophy. London: Collier Macmillan.
- W. D. Ross 1930. The Right and the Good. Oxford: Clarendon Press.
- Salzman, Todd A. 1995. Deontology and Teleology: An Investigation of the Normative Debate in Roman Catholic Moral Theology. University Press.
- Waller, Bruce N. 2005. Consider Ethics: Theory, Readings, and Contemporary Issues. New York: Pearson Longman.
- Wierenga, Edward. 1983. 'A Defensible Divine Command Theory'. Noûs, 17 (3): 387-407. Dumaguete city.
- Chadwick, R.F. (1997). Encyclopedia of Applied Ethics. London: Academic Press. ISBN 0-12-227065-7.
- Singer, Peter (1993). Practical Ethics. Cambridge University Press. ISBN 0-521-43971-X. (monograph)
- Cohen, Andrew I. (2005). Contemporary Debates in Applied Ethics. Wiley-Blackwell. ISBN 978-1-4051-1548-3.
- LaFollette, Hugh (2002). Ethics in Practice (2nd Edition). Blackwell Publishing. ISBN 0-631-22834-9.
- Singer, Peter (1986). Applied Ethics. Oxford University Press. ISBN 0-19-875067-6.
- Frey, R.G. (2004). A Companion to Applied Ethics. Blackwell. ISBN 1-4051-3345-7.
- Adams, Robert Merrihew (avgust 1976). „Motive Utilitarianism”. Journal of Philosophy. 73 (14): 467—481. JSTOR 2025783. doi:10.2307/2025783.
- Alican, Necip Fikri (1994). Mill's Principle of Utility: A Defense of John Stuart Mill's Notorious Proof. Amsterdam and Atlanta: Editions Rodopi B.V. ISBN 978-90-518-3748-3.
- Anscombe, G. E. M. (januar 1958). „Modern Moral Philosophy”. Philosophy. 33 (124): 1—19. JSTOR 3749051. doi:10.1017/s0031819100037943.
- Ashcraft, Richard (1991). John Locke: Critical Assessments. Routledge.
- Bayles, M. D. (1968). Contemporary Utilitarianism. Anchor Books, Doubleday.
- Bentham, Jeremy (januar 2009). An Introduction to the Principles of Morals and Legislation (Dover Philosophical Classics). Dover Publications Inc. ISBN 978-0486454528.
- Bentham, Jeremy (2001). The Works of Jeremy Bentham: Published under the Superintendence of His Executor, John Bowring. 1. Adamant Media Corporation. ISBN 978-1402163937.
- Bentham, Jeremy; Dumont, Etienne; Hildreth, R (novembar 2005). Theory of Legislation: Translated from the French of Etienne Dumont. Adamant Media Corporation. ISBN 978-1402170348.
- Brandt, Richard B. (1979). A Theory of the Good and the Right. Clarendon Press. ISBN 978-0-19-824550-6.
- Bredeson, Dean (2011). „Utilitarianism vs. Deontological Ethics”. Applied Business Ethics: A Skills-Based Approach. Cengage Learning. ISBN 978-0-538-45398-1.
- Broome, John (1991). Weighing Goods. Oxford: Basil Blackwell.
- Dancy, Jonathan (2000). „Mill's Puzzling Footnote”. Utilitas. 12 (2): 219. doi:10.1017/S095382080000279X.
- Dennett, Daniel (1995). Darwin's Dangerous Idea. Simon & Schuster. ISBN 978-0-684-82471-0.
- Feldman, Fred (maj 1993). „On the Consistency of Act- and Motive-Utilitarianism: A Reply to Robert Adams”. Philosophical Studies. 70 (2): 201—12. doi:10.1007/BF00989590.
- Gauthier, David (1963). Practical Reasoning: The Structure and Foundations of Prudential and Moral Arguments and Their Exemplification in Discourse. Oxford University Press. ISBN 978-0198241904.
- Gay, John (2002). „Concerning the Fundamental Principle of Virtue or Morality”.  Ур.: Schneewind, J. B. Moral Philosophy from Montaigne to Kant. Cambridge University Press. ISBN 978-0521003049.
- Goodin, Robert E. (maj 1995). Utilitarianism as a Public Philosophy. Cambridge University Press. ISBN 978-0521468060.
- Goodstein, Eban (2011). „Chapter 2: Ethics and Economics”. Economics and the Environment. Wiley. ISBN 978-0-470-56109-6.
- Habib, Allen (2008), Promises, in the Stanford Encyclopedia of Philosophy.
- Halevy, Elie (1966). The Growth of Philosophic Radicalism. Beacon Press. ISBN 978-0-19-101020-0.
- Hall, Everett W. (1949). „The 'Proof' of Utility in Bentham and Mill”. Ethics. 60 (1): 1—18. JSTOR 2378436. doi:10.1086/290691.
- Hardin, Russell (maj 1990). Morality within the Limits of Reason. University of Chicago Press. ISBN 978-0226316208.
- Hare, R. M. (1972—1973). „The Presidential Address: Principles”. Proceedings of the Aristotelian Society, New Series. 73: 1—18. JSTOR 4544830. doi:10.1093/aristotelian/73.1.1.
- Hare, R. M. (1981). Moral thinking: its levels, method, and point. Oxford New York: Clarendon Press Oxford University Press. ISBN 9780198246602.

## Spoljašnje veze
- Kantian Ethics - Summary A concise summary of the key details of Kant's deontology
- Freedom and the Boundary of Morals, Lecture 22 from Stephen Palmquist's book, The Tree of Philosophy (fourth edition, 2000).
- Deontology and Ethical Ends